# Odon Ier (évêque de Beauvais)
Pour les articles homonymes, voir Odon.
Odon Ier (ou Eudes) fut évêque de Beauvais de 861 à sa mort en 881. C'est un saint catholique, fêté le 11 février.

## Biographie

### Abbé de Corbie
D'abord marié et ayant embrassé la carrière des armes, il se fit moine à l'abbaye de Corbie sous l'abbatiat de Paschase Radbert, et il lui succéda en 851 quand ce dernier fut contraint à la démission. Au printemps 851, il tint tête militairement aux Vikings de Weland  qui avaient remonter la Somme.
Il assista, en tant qu'abbé, au concile de Soissons d'avril 853.

### Évêque de Beauvais
Quelques années plus tard, il fut choisi comme évêque de Beauvais après le massacre de son prédécesseur Erminfridus lors d'une attaque des Normands (859).
Il fit deux voyages à Rome en 863, et fut intermédiaire entre le pape Nicolas Ier et l'archevêque Hincmar de Reims.
Il fut peut-être le successeur d'Hilduin comme archichapelain de Charles le Chauve. Il assista à son couronnement comme roi de Lotharingie, à Metz en septembre 869. Il obtint du roi les moyens de relever l'abbaye Saint-Lucien de Beauvais, détruite par les Normands.

## Œuvre
- Passion de saint Lucien, (BHL 5009)[Note 1], texte plein d'anachronismes, inspiré de la Vie de saint Denis de l'abbé Hilduin, et qui est le premier à faire de Lucien de Beauvais le premier évêque de la ville[Note 2].
- Traité sur la fête de Pâques, et un autre pour répondre au schisme du patriarche Photius, mais ces ouvrages sont perdus[3].